# جيف سور ايفيت
جيف سور يوفيت هي بلدية في الجنوب الغربي من ضواحي باريس، فرنسا. تقع علي بُعد 22.9 ك.م (14.2 ميل) من منتصف باريس.

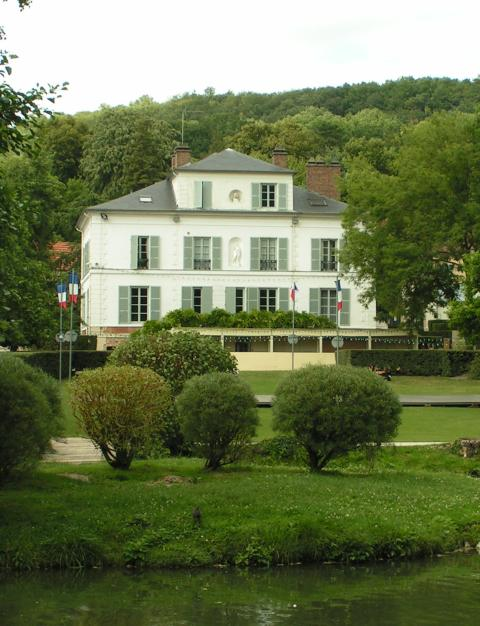
مركز البلدية

## الجغرافية
سميت المدينة علي أسم النهر المار بها والمُسمي يوفيت (Yvette (river)). إجمالي مساحة المنطقة 11.60 كيلومتر مربع (4.48 ميل مربع) منها 4.07 كيلومتر مربع (1.75 ميل مربع) مساحات خضراء وغابات.

## المدن الشبيهة
- أولبه في ألمانيا، وذلك منذ 2001.